# Gare de Molsheim
Gare de Dachstein – stacja kolejowa w Molsheim, w departamencie Dolny Ren, w Alzacji, we Francji. Jest zarządzana przez SNCF.

## Położenie
Znajduje się na linii Strasburg – Saint-Dié, na km 18,920, między stacjami Dachstein i Mutzig, na wysokości 177 m n.p.m. Jest to stacja węzłowa, gdzie znajduje się również linia Sélestat – Saverne. Odcinek do Sélestat jest nadal wykorzystywany w ruchu, natomiast linia do Saverne została rozebrana.

## Historia
Stację otwarto 29 września 1864 przez Compagnie des chemins de fer de l’Est, kiedy otwarto jednotorową linię ze Strasburga do Barr.
Stary budynek dworca został zburzony w 1993.
Obecny budynek dworcowy został zbudowany przez SNCF w 1995.

## Linie kolejowe
- Strasburg – Saint-Dié
- Sélestat – Saverne